# Гералець
Гералець (нім. Heraletz) — населений пункт, що знаходиться за 12 км (на південний захід) від м. Гавличків Брід і в 7 км (на схід) від м. Гумполець, край — Височина. Станом на 02.10.2006 р. тут налічувалося 1087 мешканців.

## Історія
Перша письмова згадка — 1280 р.
| Рік               | 1869 | 1880 | 1890 | 1900 | 1910 | 1921 | 1930 | 1950 | 1961 | 1970 | 1980 | 1991 | 2001 | 2011 |
| ----------------- | ---- | ---- | ---- | ---- | ---- | ---- | ---- | ---- | ---- | ---- | ---- | ---- | ---- | ---- |
| Кількість жителів | 2321 | 2343 | 2285 | 2316 | 2247 | 2228 | 2166 | 1796 | 1805 | 1535 | 1291 | 1130 | 1100 | 1153 |